# 密西西比州公共服务委员会
密西西比州公共服务委员会（英語：Mississippi Public Service Commission，简称或）是美国密西西比州的政府机构，负责监管电信、电力、天然气、自来水及污水处理等公用事业。该委员会成立于1884年，最初监管州内的交通与电信行业，后于1938年改为现名，1956年起获得对电力、天然气和自来水行业的监管权。
委员会由三名委员组成，分别通过州最高法院三个辖区中的选民选举产生，任期四年，其选举与州和县其他官员的选举同时进行。现任委员为克里斯·布朗（北区）、德基瑟·斯坦普斯（中区）和韦恩·卡尔（南区）。

## 历史
1884年3月11日，密西西比州州长罗伯特·洛厄里签署立法法案设立“密西西比州铁路委员会”。1890年新通过的州宪法明确授权州议会设立委员会对这些行业进行监管。首届委员由州长任命，后续则由州议会选出且每届任职两年，这一设定一直持续到到1892年。同年特快专递、电话和电报业务被纳入委员会管辖范围。1886年至1906年间，该委员会还兼任密西西比州监狱管理委员会。
1938年立法会议期间，《机动车运输监管法》通过，铁路委员会更名为公共服务委员会，并全面接管对机动车运输企业的监管。在1956年的立法会议上，电力、燃气和水务公用事业被纳入公共服务委员会的管辖范围。1968年立法机关对1956年的《公用事业法》进行了修订，将污水处理服务也纳入其监管范围。随后《公用事业改革法》于1983年获通过，该法允许委员会增聘人员，并负责监督公用事业公司签订的大额合同及其建设项目。
1988年1月，公共服务委员林恩·黑文斯（Lynn Havens）辞职，后于1989年6月因试图迫使一家电力公司和解诉讼而认罪（共谋罪）。委员D·W·斯奈德（D.W. Snyder）也因参与该案被定罪并辞职。对此州议会于1990年提出多项改革方案，否决了改由任命产生委员的提议，改为将原负责向委员提供技术建议的“公用事业技术人员”转隶至一个由州长任命执行主任领导的“公用事业人员机构”。新法还禁止委员与公用事业代表私下会面，并禁止收受其赠送的礼品或竞选捐款。
2003年，州议会通过《密西西比电话推销法》，设立州级“谢绝来电名单”，并赋予公共服务委员会处罚违规电话推销者的权力。2004年7月1日，机动车运输监管职责从公共服务委员会划归密西西比州交通运输部。

## 权责
密西西比州公共服务委员会负责监管州内的电信、电力、天然气、自来水和污水处理公用事业。委员会审核并批准用户费率，监督服务交付情况，并评估公用设施建设项目是否符合公众利益。根据州法律，委员会有权为公用事业公司设定“合理的服务标准、规章和操作规范”，并对天然气行业施加安全标准。当需任命新的公用事业人员机构执行主任时，委员会须向州长推荐至少三名候选人，由州长提名其中一人并提交州参议院确认。
委员会受理用户投诉及举行听证会，并对公用事业投诉及电话推销欺诈行为展开调查。委员会有权发出传票以及向公用事业公司下达命令，并可对违规行为处以每日最高5,000美元罚款，而对违反州法的电话推销公司可处以最高10,000美元罚款。

## 组织架构

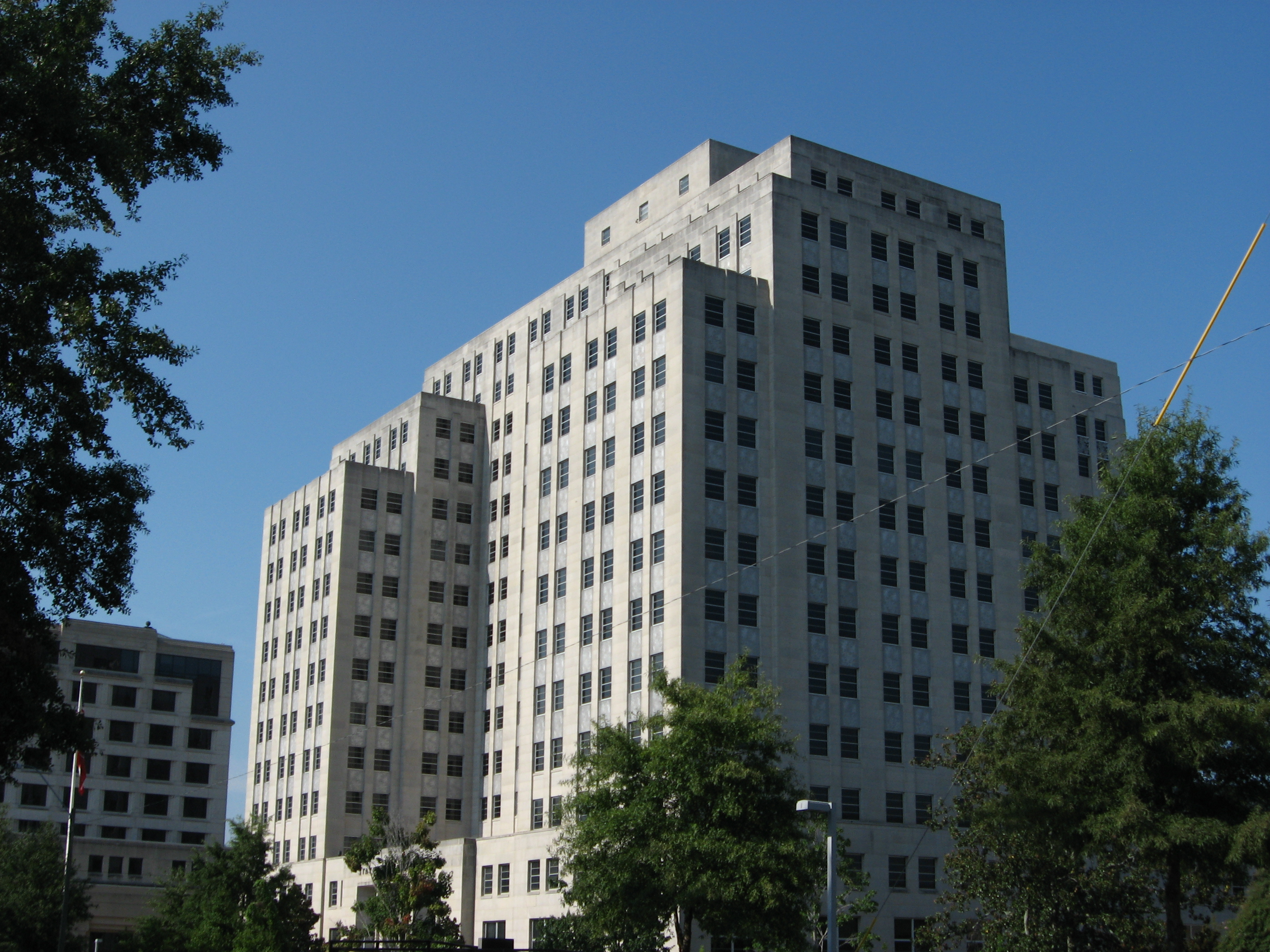
公共服务委员会总部设于密西西比州杰克逊的伍尔福克州办公大楼

公共服务委员会由三名委员组成，分别由密西西比州三个最高法院辖区的选民选举产生，选举与其他州级和县级官员在同一年举行。根据州宪法和法律，候选人须在选举日前已在密西西比州居住至少五年方有资格参选。委员任期四年且自选举次年1月1日起开始，当职位出现空缺时由州长任命补缺。委员年薪自2024年起升至95,000美元，而之前为78,000美元。根据法律规定，委员会必须于每月首个星期二在其办公室举行会议，但每年不得提前召开超过两次会议，如有需要也可在其他地点召开额外会议。会议需遵守州公开会议法，至少两名委员出席方构成法定人数。委员会运作资金由州议会拨款提供，机构总部设于密西西比州杰克逊的伍尔福克州办公大楼。
委员会设有一名执行秘书，负责会议记录、官方行动档案管理及传票送达。财务与人事部负责机构预算与人员事务；法律部由总法律顾问领导，提供法律咨询并处理相关诉讼事务；信息系统部维护内部网络，提供技术支持并管理官网；公用事业调查部受理消费者投诉并监督服务质量；天然气管道安全部门负责州内天然气管道的安全检查。公用事业人员机构虽不隶属于委员会，但负责就服务质量与费率提供咨询，并就应采取的行动提出建议。

## 现任委员
现任委员如下：
- 北区委员：克里斯·布朗（共和党）
- 中区委员：德基瑟·斯坦普斯（英语：De'Keither Stamps）（民主党）
- 南区委员：纳尔逊·韦恩·卡尔（共和党）

## 引用著作
- (PDF), Mississippi Public Service Commission, 2022
- , Mississippi Public Service Commission, 2017
- Pugh, Brian A. . University Press of Mississippi. 2020. ISBN 9781496830227.
- Strauss, Scott H.; Mapes, Katharine M.,  (PDF), National Alliance For Fair Contracting, November 2018
- Winkle, John W. III.  second. Oxford University Press. 2014. ISBN 9780199300631.